# Cosechas modificadas genéticamente
Las cosechas modificadas genéticamente (Cultivos modificados genéticamente, cosechas Bt, cosechas transgénicas) son plantas que se utilizan en la agricultura y a las que se les ha modificado su ADN usando técnicas de ingeniería genética. En la mayoría de los casos, el propósito es introducir una característica nueva a la planta que naturalmente no se presentaría en estas especies. Algunos ejemplos empleados en cosechas de comida incluyen resistencia a pesticidas, enfermedades o condiciones ambientales, reducción de deterioro o resistencia a tratamiento químicos (e.g. resistencia a herbicidas), o mejoramiento del perfil nutritivo requerido por el cultivo. Otros ejemplos, relacionados con cosechas que no son de comida, incluyen la producción de agentes farmacéuticos, biocombustibles y otros productos útiles en la industria, al igual que para la biorremediación.
Los agricultores han adoptado a gran escala la tecnología de modificación genética. Entre 1996 y el 2013, la superficie total de tierra cultivada con cosechas modificadas genéticamente aumentó en un factor de 100, de 17.000km² (4,2 millones de acres) a 1.750.000 km² (432 millones de acres). En 2010, 10% de la tierra mundial cultivable se ha plantado con cosechas modificadas genéticamente. En EUA, en el 2014 , 94% de las habas de soja plantadas, 96% del algodón, y 93% del maíz fueron variedades modificadas genéticamente. El uso de los cultivos modificados genéticamente se expandió rápidamente en países en desarrollo, con alrededor de 10 millones de agricultores creciendo el 54% de las cosechas modificadas genéticamente a nivel mundial en el 2013. Un metaanálisis en el 2014, concluyó que la adopción de la tecnología de modificados genéticamente redujo el uso de pesticidas en un 37%, incremento el porcentaje obtenido en las cosechas en un 22%. y aumentó las ganancias de los agricultores en un 68%. Esta reducción en el uso de pesticidas ha sido benéfica para el ambiente, sin embargo los beneficios pueden reducirse por un uso excesivo. La ganancia de mayores cosechas y la reducción de pesticidas es mayor para cosechas resistentes a los insectos que para las cosechas tolerantes a herbicidas. La producción y la ganancia son mayores en países en desarrollo que en países desarrollados.
Existe una aprobación general por la comunidad científica con respecto a que la comida que se venda proveniente de cosechas modificadas genéticamente no presenta mayores riesgos para la salud humana que los que presentan los alimentos convencionales, sin embargo deben ser probados en una base de caso por caso.  No obstante, existe oposición que ha objetado por diferentes razones. Incluyendo preocupación por el ambiente, si los alimentos modificados genéticamente son seguros o si son necesarios para poder atender las necesidades de alimentos en el mundo, así mismo existe una preocupación creciente por el hecho de que estos organismos están sujetos a la ley de propiedad intelectual.:)

## Transferencia genética en la naturaleza y en la agricultura tradicional
El ADN se transfiere naturalmente entre organismos.  Varios mecanismos naturales permiten el flujo de genes a través de las especies. Esto ocurre en la naturaleza a gran escala – por ejemplo, un mecanismo se encarga del desarrollo de la resistencia a antibióticos en las bacterias. Esto es facilitado por transposones, retrotransposones, provirus y otros elementos genéticos móviles que naturalmente trasladan el ADN a un nuevo loci en el genoma. Este movimiento ocurre sobre una escala de tiempo evolutivo.
La introducción del germoplasmo a las cosechas se ha logrado por los criadores de cosechas al superar barreras naturales que existen para algunas especies. Un grano de cereal híbrido fue creado en 1875, al cruzar trigo y centeno. Desde entonces, se han introducido importantes características incluyendo los genes de enanismo y resistencia al moho. El cultivo de tejidos de plantas y las mutaciones deliberadas han permitido alterar la base de los genomas de la planta.

## Historia
La primera cosecha de plantas genéticamente modificada se produjo en 1982, y fue una planta de tabaco resistente a los antibióticos. Las primeras pruebas de campo fueron en Francia y en Estados Unidos en 1986, cuando las plantas de tabaco fueron diseñadas para resistencia a herbicidas. En 1987, Plant Genetic Systems (Ghent, Bélgica), fundada por Marc Van Montagu y Jeff Schell, fue la primera compañía en diseñar genéticamente una planta (tabaco) resistente a los insectos, al incorporar genes que producían proteínas insecticidas obtenidas de Bacillus thuringiensis (Bt).
La República Popular de China fue el primer país que permitió comercializar plantas transgénicas introduciendo la planta de tabaco resistente a virus en 1992, que fue retirada en 1997.: 3  La primera cosecha modificada genéticamente aprobada para su venta en EE. UU., en 1994, fue el tomate FlavrSavr. Este tenía una vida útil más larga, porque le tomaba más tiempo suavizarse después de la maduración. En 1994, la Unión Europea aprobó el tabaco diseñado genéticamente para resistir el herbicida bromoxinil, haciéndolo el primer cultivo diseñado comercializado y puesto en el mercado en Europa.
En 1995, la Patata Bt fue aprobada por la Agencia de Protección Ambiental de EU, convirtiéndola en la primera cosecha productora de pesticidas del país. En 1995, la canola con una composición modificada de aceites (Calgene), el maíz Bt (Ciba-Geigy), el algodón resistente al bromoxinil (Calgene), el algodón Bt (Monsanto), los granos de soja resistentes al glifosato (Monsanto), el chayote resistente a virus (Asgrow), y otros jitomates retardantes de maduración (DNAP, Zeneca/Peto, and Monsanto) fueron aprobados. A mediados de 1996, un total de 35 aprobaciones fueron otorgados para crecer comercialmente 8 cosechas y una de flores, con 8 diferentes características en 6 países y en la Unión Europea.

## Métodos

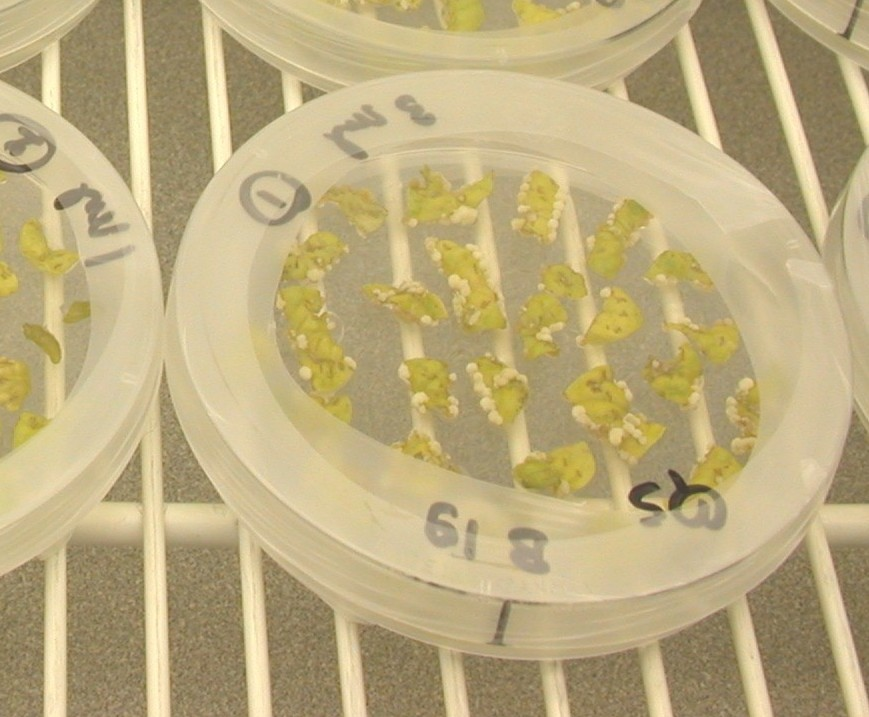
Plantas (Solanum chacoense) siendo transformadas usando agrobacterium.

A las cosechas diseñadas genéticamente se les agregan o se les quitan genes utilizando técnicas de ingeniería genética,  incluyendo el uso de pistolas de genes, electroporación, microinyección y agrobacterium. 
Las pistolas de genes (biolistic) "disparan" (partículas de alta energía o radiación en contra) los genes objetivo dentro de las células de la planta. Es el método más común. El ADN se une a pequeñas partículas de oro o tungsteno, que son disparadas hacia el tejido de la planta o hacia células bajo gran presión. Las partículas aceleradas penetran tanto la pared celular como la membrana celular. El ADN se separa del metal y se integra al ADN de la planta dentro del núcleo. Este método ha sido aplicado exitosamente para varios cultivos, especialmente de monocotiledóneas como el trigo y el maíz, cuya transformación usando Agrobacterium tumefaciens ha sido menos exitosa. La desventaja más grande de este procedimiento es que se puede provocar un daño significativo al tejido celular.
La transformación mediada por Agrobacterium tumefaciens es otra técnica bastante común. Las agrobacterias son parásitos naturales de las plantas, y su habilidad natural para transferir genes provee otros método de diseño genético. Para crear un ambiente adecuado para ellas mismas, las agrobacterias insertan sus genes en plantas huéspedes, resultando en la proliferación de células de planta modificadas cerca del nivel del suelo. La información genética para el crecimiento de tumores está codificada en un fragmento de ADN circular, móvil (plásmido). Cuando las agrobacterias infectan una planta, transfiere este ADN-T a un sitio aleatorio en el genoma de la planta. Cuando se usa en ingeniería genética el ADN-T se remueve del plásmido bacteriano y se reemplaza con el gen de interés. La bacteria es un vector, al permitir el transporte de genes extraños a las plantas. Este método funciona principalmente para dicotiledóneas como papas, jitomates y tabaco. La infección con agrobacterias es menos exitosa en cosechas como maíz y trigo.
La electroporación se usa cuando el tejido de la planta no contiene paredes celulares. En esta técnica al ADN entra a las células de la planta a través de poros diminutos que son causados temporalmente por pulsos eléctricos.
La microinyección inyecta directamente el gen al ADN.
Los científicos de plantas, respaldados por los resultados del diseño moderno de perfiles para la composición de cultivos, señala que las cosechas modificadas genéticamente son menos viables a tener cambios no intencionados que las cosechas que son cultivadas convencionalmente.
El tabaco y la Arabidopsis thaliana son las plantas más frecuentemente modificadas, debido a los métodos de transformación que han sido desarrollados correctamente, a la facilidad de propagación y a los genomas bien estudiados. Funcionan como organismos modelo para otras especies de plantas.
Introducir nuevos genes a las plantas requiere de un promotor específico al área donde el gen debe expresarse. Por ejemplo, para expresar un gen solo en granos de arroz y no en hojas, se utiliza un promotor endosperma específico. Los codones del gen deben ser optimizados para el organismo por el sesgo del uso de codón. Los productos de los genes transgénicos deben ser capaces de desnaturalizarse por calor para que se destruyan al ser cocinados.

## Tipos de modificaciones

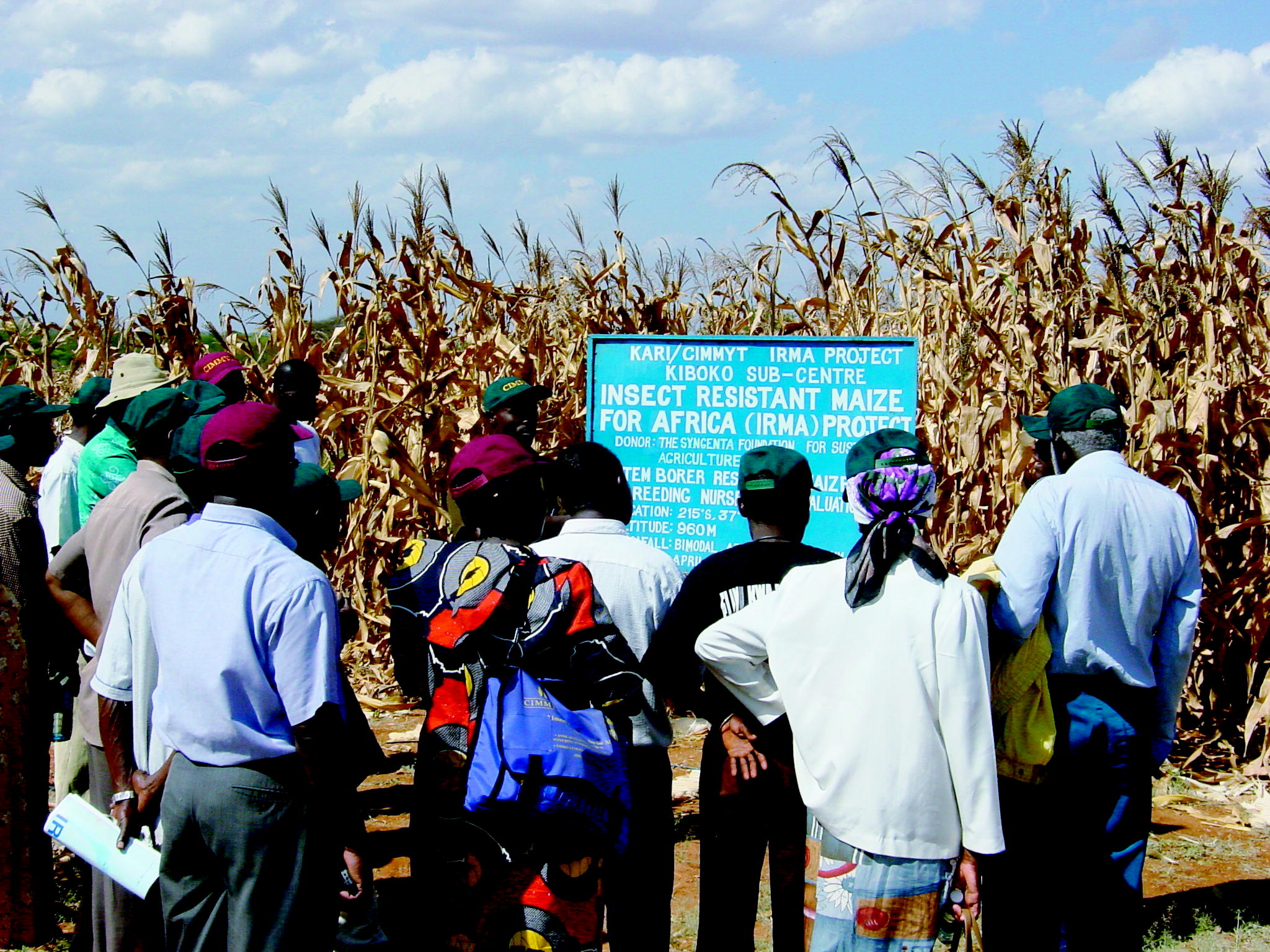
Maíz transgénico que contiene un gen de la bacteria Bacillus thuringiensis

### Transgénica
A las plantas transgénicas se les insertan genes que se derivan de otras especies. Los genes insertados pueden ser de especies dentro del mismo reino (planta a planta) o entre reinos (por ejemplo, bacteria a planta). En muchos casos el ADN insertado debe ser ligeramente modificado para expresarse correctamente y eficientemente en el organismo huésped. Las plantas transgénicas se usan para expresar proteínas como las toxinas Cry de B. thuringiensis,  los genes resistentes a los herbicidas, anticuerpos o antígenos para vacunas Un estudio dirigido por la Autoridad Europea de Seguridad de Alimentaria (EFSA) encontró también la presencia de genes virales en plantas transgénicas.
Las zanahorias transgénicas se han utilizado para producir Taliglucerasa alfa, que se utiliza para tratar la enfermedad de Gaucher. En el laboratorio, las plantas transgénicas han sido modificadas para aumentar la fotosíntesis (actualmente en alrededor de un 2% en la mayoría de las plantas comparado con el potencial teórico de 9-10%) Esto es posible al cambiar la enzima RuBisCo  (cambiando plantas C3 a plantas C4), al poner a RuBisCo en un carboxisoma, agregando canales de CO2 en la pared celularl, al cambiar la forma y tamaño de la hoja. Algunas plantas han sido diseñadas para exhibir bioluminiscencia que podría convertirse en una alternativa sustentable a la luz eléctrica.

### Cisgénica
Las plantas cisgénicas se hacen utilizando genes encontrados dentro de la misma especie, o una muy cercana donde la cruza de plantas convencional puede ocurrir. Algunos criadores y científicos argumentan que las modificaciones cisgénicas son útiles para plantas que son difícil de cruzar pos medios convencionales (como las papas), y que las plantas cisgénicas no deberían tener el mismo escrutinio de regulación que los transgénicos.

### Subgénica
En el 2014, el investigador chino Gao Caixia presentó las patentes de la creación de una especie de trigo que es resistentes al oidio. Esta especie carece de genes que codifiquen proteínas para reprimir las defensas contra el oidio. Los investigadores eliminaron las tres copias de los genes del genoma hexaploide del trigo. La especie promete reducir o eliminar el uso inmoderado de fungicidas para controlar la enfermedad. Gao usó las herramientas de edición genética TALENs y CRISPR sin agregar o cambiar otros genes. No se planearon las pruebas de campo al momento.

## Economía
El valor económico de alimentos modificados genéticamente para agricultores es el mayor beneficio, incluyendo países en desarrollo. Un estudio en el 2010, demostró que el maíz Bt proporciona beneficios económicos de 6.9 mil millones de dólares mayor al de los 14 años anteriores en cinco estados del medio oeste. Economistas agrícolas calcularon que el superávit mundial aumentó en $240.3 millones para 1996. De este total, la parte más grande (59%) fue a los agricultores estadounidenses. La compañía de semillas Monsanto recibió la segunda parte más grandes (21%), seguido por los consumidores (9%), el resto del mundo (6%) el proveedor del germoplasma, Delta and Pine Land Company (5%)."
Según el Servicio Internacional para la Adquisición de Aplicaciones Agro - biotecnológicas  (ISAAA), en el 2014 aproximadamente 18 millones de agricultores crecieron cosechas biotecnológicas en 28 países, alrededor de 94% de los agricultores estaban en países en vías de desarrollo, con muy pocos recursos. 53% de la cosecha biotec a nivel global, que ocupaba un área de 181.5 millones de hectáreas se crecieron en 20 países en desarrollo El estudio comprensivo de PG Economics en 2012 concluyó que las cosechas genéticamente modificadas incrementaron los ingresos de las granjas a nivel mundial en $14 mil millones en el 2010, con más de la mitad de este total siendo para granjas países en desarrollo.
La cosecha principal que crecen las pequeñas granjas en países en desarrollo es de algodón. Una revisión en el 2006 de los resultados del algodón Bt por economistas agrícolas llegó a la conclusión que "el balance general aunque prometedor, está mezclado. Los retornos de inversión son sumamente variables con el paso de los años, el tipo de granja y la ubicación geográfica". Sin embargo, el activista ambiental, Mark Lynas, dijo que el rechazo absoluto de la ingeniería genética es "ilógico y posiblemente peligroso para los intereses de las personas más pobres y del medio ambiente".
En el 2013 el Consejo Asesor Científico de las Academias Europeas le pidió permiso a la Unión Europea para permitir el desarrollo de las tecnologías de modificación genética agrícolas, para permitir una agricultura más sustentable, al explotar menos la tierra, el agua y las fuentes de recursos. El Consejo también criticó el marco regulatorio de trabajo de la Unión Europea por ser laborioso y costos, y argumentó que la UE se había atrasado en adoptar las tecnologías de modificación genética
De acuerdo con la revisión del 2012 basada en la información de la segunda mitad de los 90 y el principio de los 2000, muchas de las cosechas genéticamente modificadas crecidas cada año se usan para alimentar al ganado y el aumento de la demanda de la carne conduce a una mayor demanda de cosechas de comida modificadas genéticamente.
En el 2014 el valor global de la semilla biotec era de US$15,7 mil millones; US$11,3 mil millones (72%) era en países industrializados y US$4,4 mil millones (28%) era en países en vías de desarrollo. En el 2009, Monsanto tenía $7,3 mil millones de ventas en semillas y por patentar su tecnología. DuPont, a través subsidiaria, Pioneer, fue la siguiente compañía más grande en el mercado A partir del 2009, la línea completa de productos Roundup incluyendo las semillas modificadas genéticamente representó alrededor del 50% del negocio de Monsanto.
Algunas patentes relacionadas con las características obtenidas a partir de modificaciones genéticas han expirado, permitiendo el desarrollo legal de especies genéricas que incluyen estas características. Por ejemplo los granos de soja genéricos tolerantes a glifosato ya están disponibles. Otro factor que genera bastante impacto es que la característica desarrollada por un vendedor puede agregarse a la especie de otro vendedor, incrementando potencialmente la opción de productos y la competencia. La patente del primer tipo de la cosecha RoundUp Ready que produjo la compañía Monsanto (granos de soja) expiró en el 2014 y la primera cosecha de granos de soja fuera de patente fue en la primavera del 2015  Monsanto ha patentado semillas de otras compañías que incluyen la característica de resistencia al glifosato en semillas. Alrededor de 150 compañías han patentado su tecnología, incluyendo a Syngenta y a DuPont Pioneer.

## Rendimiento de la cosecha
En el 2014 la revisión más grande que se haya hecho concluyó que los efectos de las cosechas modificadas genéticamente eran positivos en la agricultura. El metaanálisis consideró todos los exámenes de los impactos agronómicos y económicos entre 1995 y marzo del 2014. El estudio encontró que las cosechas tolerantes a los herbicidas tiene menores costos de producción, mientras que la reducción del uso de pesticidas en las cosechas resistentes a los insectos se compensó con precios más elevados de las semillas, dejando los costos de producción casi iguales
Los rendimientos aumentaron en un 9% para la tolerancia a herbicidas y en un 25% para las variedades resistentes a insectos. Los agricultores que adoptaron las cosechas modificadas genéticamente tuvieron un 69% más de ganancias que los que no. La revisión encontró que las cosechas genéticamente modificadas ayudan a los agricultores en países en vías de desarrollo a incrementar sus rendimientos en 14 puntos porcentuales.
Los investigadores consideraron algunos estudios que no estaban revisados por expertos, y algunos pocos que no reportaban el tamaño de las muestras. Intentaron corregir para el sesgo de publicación, al considerar fuentes más allá de revistas académicas. La gran información obtenida permitió al estudio el control de variables que podían generar confusión como el uso de fertilizantes. Se concluyó que la fuente de confusión no influenciaba los resultados del estudio.

## Características modificadas
Las cosechas modificadas genéticamente que se crecen hoy en día, o están bajo desarrollo, se han modificados con varias características. Estas características incluyen mayor tiempo de vida, resistencia a enfermedades, resistencia al estrés, resistencia a herbicidas y pesticidas, producción de bienes útiles como el biocombustible y fármacos y la habilidad para absorber toxinas y usarlas en biorremediación de la contaminación.
Recientemente, la investigación y desarrollo han sido puesto a cargo de mejorar las cosechas que son más importantes localmente en países en desarrollo como Vigna unguiculata resistente a insectos para África y berenjena resistente a insectos.

### Tiempo de vida
La primera cosecha modificada genéticamente aprobada en Estados Unidos fue el jitomate FlavrSavr que tenía mayor duración de vida. Ya no está en el mercado, en noviembre del 2014, el Departamento de Agricultura de Estados Unidos aprobó una papata modificada genéticamente que previene la aparición de golpe.
En febrero de 2015 las manzanas árticas fueron aprobadas por el Departamento de Agricultura de EU, convirtiéndose en la primera manzana modificada genéticamente aprobada para su venta en Estados Unidos. El silenciamiento de genes fue usado para reducir la expresión de polifenol oxidasa (PPO), previniendo así, pardeamiento enzimático de la fruta después de se que se corte. Esta característica se le agregó a las variedades Granny Smith y Golden Delicious . La característica incluye un gen bacterial resistente a antibióticos que proporciona resistencia al antibiótico kanamicina. La ingeniería genética incluía el cultivo en la presencia de kanamicina, que permitió que sólo los cultivos resistentes sobrevivieran. El consumo de manzanas por humanos no brinda la resistencia a la kanamicina.  La FDA aprobó las manzanas en marzo del 2015.

### Nutrición

#### Aceites comestibles
Algunos granos de soja genéticamente modificados ofrecen mejores perfiles de aceites, para procesarlos y comer más saludablemente. La Camelina sativa ha sido modificada para producir plantas que acumulen altos niveles de aceite, similar al aceite de los pescados.

#### Enriquecimiento de vitaminas
El arroz dorado, desarrollado por el Instituto Internacional de Investigación del Arroz, proporciona grandes cantidades de Vitamina A y se utiliza para reducir la deficiencia de Vitamina A.
Los plátanos Cavedish modificados expresan 10 veces la cantidad de Vitamina A que la variedades no modificadas.

#### Reducción de toxinas
Una guacamota modficada genéticamente bajo desarrollo ofrece menor glucósidos de cianogénicos y una mayor cantidad de proteínas y otros nutrientes (llamada BioCassava).
En noviembre de 2014, el Departamento de Agricultura de Estados Unidos, aprobó una papa, desarrollada por J.R. Simplot Company, que previene los moretones y produce menos acrilamida cuando se fríe. Las modificaciones previenen que se formen proteínas dañinas vía ARN de interferencia. No utilizan genes de otras especies que no sean papas. La característica fue agregada a la Russet Burbank, la Ranger Russetay a las variedades atlánticas

### Resistencia al estrés
Se estaban desarrollando plantas diseñadas para tolerar estresores no biológicos, como las sequías, el congelamiento alta salinidad del suelo, o falta de nitrógeno  En el 2011, el maíz DroughtGard de Monsanto se convirtió en la primera cosecha modificada genéticamente resistente a las sequías en ser aprobada para comercializar en E.U...

#### Herbicidas

##### Glifosato
Desde 1999 la característica más prevaleciente ha sido la resistencia al glifosato El glifosato, (el ingrediente activo en Roundup y en otros productos herbicidas) mata plantas al interferir con la ruta del ácido shikímico, la cual es esencial para la síntesis de aminoácidos aromáticos, fenilalanina, tirosina, y triptófano . La ruta de shikímico no está presente en animales, que obtienen los aminoácidos aromáticos de su dieta.  Más específico, el glifosato inhibe la enzima 5-enolpiruvilshikimato-3-fosfato sinteasa (EPSFS). Esta característica fue desarrollada porque los herbicidas usados en cosechas de granos y pastos quedaban sumamente tóxicas y no era efectiva contra hierba de hoja estrecha. Entonces, desarrollar cosechas que pudieran resistir el rociado de glifosato reduciría riesgos tanto en el ambiente como en la salud, y le daría una ventaja agrícola del agricultor.
Algunos microorganismos tienen una versión de EPSFS que es resistente a la inhibición del glifosato.  Una de estas fue aislada de una cepa de Agrobacteria CP4 (CP4 EPSFS) que era resistente al glifosato. El gen CP4 EPSFS fue diseñado para expresarse en plantas al fusionar el extremo 5' del gen al péptido de tránsito de cloroplasto derivado de la petunia EPSFS Este péptido transitorio se usó porque ya se había observado previamente su habilidad para llevar el EPSFS bacteriano a los clorolplastos de otras plantas. Este gen CP4 EPSFS fue clonado y transfectado a los granos de soja. El plásmido usado para mover el gen a los granos de soja fue PV-GMGTO4. Contiene 3 genes bacterianos, 2 genes CP4 EPSPS , y un gen que codfica beta-glucuronidasa(GUS) de Escherichia coli como marcador.

##### BromoxInil
Se han diseñado plantas de tabaco para ser resistentes al herbicida bromoxinil.

##### Glufosinato
También se han comercializado cosechas que son resistentes al herbicida glufosinatol. Las cosechas son diseñadas para que sean resistentes a múltiples herbicidas para permitirle a los agricultores usar una mezcla de un grupo de dos, tres o cuatro químicos bajo desarrollo para combatir la resistencia a herbicidas.

##### 2,4-D
En octubre del 2014 la Agencia de Protección Ambiental de Estados Unidos registró el maíz Enlist Duo de Dow que es modificado genéticamente para ser resistente tanto al glifosato y al 2,4-D, en seis estados.  Al insertar un gen bacteriano, ariloxyalkanoato dioxigenasa aad1, se hace al maíz resistente a 2,4-D. El Departamento de Agricultura de E.U. aprobó el maíz y los granos de soja con las mutaciones en septiembre del 2014.

##### Dicamba
Monsanto ha solicitado la aprobación para una nueva especie que es tolerante tanto al glifosato como a dicamba.

### Resistencia a plagas

#### Insectos
El tabaco, el maíz, el arroz y muchas otras cosechas se han diseñado para expresar genes que codifican para proteínas insecticidas de Bacillus thuringiensis (Bt). La papaya, las papas, y el chayote han sido diseñados para resistir patógenos virales como el virus del mosaico del pepino que, a pesa de su nombre, infecta a una gran variedad de plantas La introducción de cosechas Bt durante el periodo entre 1996 y 2005 ha sido estimado en haber reducido el volumen total de ingrediente activo de insecticida usado en Estados Unidos por 100 mil toneladas. Esto representa un 19.4%  de reducción de uso del insecticida.
A finales de los 90, una papa modificada genéticamente que era resistente al escarabajo de la patata fue retirada porque compradores importantes se negaron a adquirirla por miedo a la oposición de los consumidores.

#### Virus
Se desarrolló una papaya resistente a los virus en respuesta al brote del virus de la mancha anular de la fruta bomba en Hawái a finales de los 90. Incorporan el ADN del virus Para el 2010, el 80% de las plantas de papaya que crecen en Hawái fueron modificadas genéticamente.
Se diseñaron patatas resistentes al potato leaf roll virus y al virus de la patata en 1998. Sus ventas bajas condujeron a que se retiraran del mercado después de 3 años.
Se diseñaron chayotes amarillos que fueran resistentes a dos al principio, y después a tres virus al inicio de los 90. Los virus mosaico de sandía, pepino,y calabacín amarillo. El chayote fue la segunda cosecha en ser aprobada por los reguladores de Estados Unidos. La característica después se agregó al calabacín.
Muchas especies de maíz han sido desarrolladas en los últimos años para combatir que el crecimiento del virus de mosaico de maíz enano, un virus muy costoso que causa retraso en el crecimiento que se lleva en el sorgo de alepo y esparcido por vectores de áfidos. Estas especies están disponibles comercialmente aunque la resistencia no es estándar entre las variantes del maíz genéticamente modificado.

### Por productos

#### Fármacos
En el 2012, la FDA, aprobó el primer fármaco producido con base de una planta, un tratamiento para la enfermedad de Gaucher.  Se modificaron las plantas de tabaco para producir anticuerpos terapéuticos.

#### Biocombustible
Las algas están bajo desarrollo para usarse en los biocombustibles. Las jatrophaomodificadas ofrecen cualidades mejoradas para combustible. Syngenta tiene la aprobación del Departamento de Agricultura para comercializar el maíz con la marca registrada, Enogen que ha sido modificada genéticamente para convertir su almidón en azúcar para producir etanol.  En el 2013, el Instituto de Biotecnología Flemish estaba investigando árboles modificados genéticamente para contener menos lignina para facilitar la conversión a etanol. . La lignina es el factor crítico limitante cuando se usa madera para producir bioetanol porque la lignina limita la accesibilidad de microfibrillas de celulosa a la despolimerización por enzimas.

#### Materiales
Compañías y laboratorios están trabajando en plantas que pueden ser usadas como bioplásticos. También se han desarrollada papas que producen almidones industrialmente útilesl. Las oleaginosas pueden ser modificadas para producir ácidos grasos para detergentes sustituyendo combustibles y petroquímicos.

### Biorremediación
Científicos en la Universidad de York, desarrollaron una hierba (Arabidopsis thaliana) que contiene genes de bacteria que puede limpiar el suelo de contaminantes de TNT y de explosivos de RDX. 16 millones de hectáreas en Estados Unidos (1.5% de su superficie total) están estimadas en contener contaminantes debe contaminantes de TNT y de RDX. Sin embargo, A. thaliana, no fue suficientemente fuerte para ser usada en campos de pruebas militares. Se han utilizado plantas genéticamente modificadas para biorremediación de suelos contaminados. Mercurio, Slenio y contaminantes orgánicos como bifenilos policlorado .
Los ecosistemas marinos son especialmente vulnerables ya que contaminantes como derrames de petróleo no son contenibles. Además la contaminación antropogénica, millones de toneladas de petróleo entran anualmente al ecosistema marino, de filtraciones naturales. A pesar de su toxicidad, una parte considerable del petróleo entrando a los sistemas marinos es eliminado por comunidades microbianas degradadoras de hidrocarburos. Especialmente exitosa ha sido una descubierta hace poco por un grupo de especialistas, la bacteria hydrocrabonoclastica que puede ofrecer genes útiles.

### Reproducción asexual
Cosechas como el maíz se reproducen sexualmente cada año. Esto vuelve aleatorio qué genes se propagan a la siguiente generación, y significa que características de interés se podrían perder. Para mantener una cosecha de alta calidad, algunos agricultores compran semillas cada año. Normalmente, la compañía de semillas guarda dos variedades innatas y las cruzan con una híbrida que luego es vendida. Plantas relacionadas como el sorgo pueden hacer apomixis, una forma de reproducción asexual que mantiene el ADN de la planta intacto. Esta característica es controlada aparentemente por un solo gen dominante, pero cruzas tradicionales no han sido exitosas en crear maíz que se reproduzca asexualmente. La ingeniería genética ofrece otra alternativa para lograr este objetivo. La modificación exitosa podría permitir a los agricultores volver a usar semillas que hayan sido cultivadas y que mantengan las características deseadas, en lugar de confiar en la semilla comprada.

## Cosechas
A partir del 2010 las especies de comida para las cuales una versión genéticamente modificada se creció:
| Cosecha                     | Características | Modificación | Porcentaje modificado en EE. UU.                                                                    | Porcentaje modificado en el mundo       |
| --------------------------- | --- | --- | --------------------------------------------------------------------------------------------------- | --------------------------------------- |
| Alfalfa                     | Tolerancia al glifosato | Genes agregados | Plantadas en EE. UU. de 2005-2007; 2007-2010 mandato judicial de la corte; 2011 aprobada para venta |                                         |
| Manzanas                    | Retraso de pardeamiento | Genes agregados de otras manzanas para menor producción de polifenol oxidasa(PPO)                                                            | 2015 aprobada para venta                                                                            |                                         |
| Canola                      | Tolerancia al glifosato. Canola alta en laurato, ácido de Canola oléico | Genes agregados | 87% (2005)                                                                                          | 21%                                     |
| Maíz                        | Tolerancia a herbicidas glifosato, y 2,4-D. Resistencia a insectos. Se agrega la enzima alfa-amilasa que convierte almidón en azúcar para facilitar la producción de etanol. Resistencia viral                                                                          | Genes agregados, algunos de Bt. | Resistente a herbicidas: 2013, 85% Bt: 2013, 76% SAlmacenada 2013, 71%                              | 26%                                     |
| Algodón (aceite de algodón) | Resistencia a los insectos | Genes agregados, algunos de Bt | Resistente a herbicidas: 2013, 82% Bt: 2013, 75% Almacenada: 2013, 71%                              | 49%                                     |
| Berenjena                   | Resistencia a los insectos | Genes de Bt | Despreciable                                                                                        | Despreciable                            |
| Papaya (Hawaiana)           | Resistencia al virus de la mancha angular en papaya. | Genes agregados | 80%                                                                                                 |                                         |
| Papa (alimento)             | Resistencia al escarabajo de Colorado Resistenciaoal virus de rizado de la papa y al virus Y de la papa. Menos acrilamida al freír y menos amoretamiento\|\|Bt cry3A, capa proteica de PVY papas "innatas" se le agrega material genético para codificar de ARNm a ARNi | 0% | 0%                                                                                                  |                                         |
| Papa (almidón)              | Gen de resistencia a antibióticos, usado para selección Mejor producción de almidón | Gen de resistencia a antibióticos de bacterias Modificaciones a enzimas endógenas productoras de almidón                                     | 0%                                                                                                  | 0%                                      |
| Arroz                       | Enriquecido con caroteno-beta (fuente de vitamina A) | Genes de maíz y un microorganismo común del suelo.                                                                                           | Se estima que llegue al mercado en 2016                                                             |                                         |
| Granos de soja              | Tolerancia al glifosato o al glufosinato Reducción de grasas saturadas; Mata plagas de insectos susceptibles Resistencia viral | Gen resistente a herbicidas tomado de bacterias Se quitan genes nativos que catalizan la saturación Gen de una o más proteínas de cristal Bt | 2014: 94%                                                                                           | 77%                                     |
| Chayote                     | Resistencia a virus de mosaico de sandía, pepino, y calabacín amarillo | Genes de capa proteica viral | 13% (figure is from 2005)                                                                           |                                         |
| Remolacha azucarera         | Tolerancia a glifosato y glufosinato | Genes agregados | 95% (2010); regulada 2011; desregulada 2012                                                         | 9%                                      |
| Caña de azúcar              | Tolerancia a pesticidas Alto contenido de sacarosa | Genes agregados | |                                         |
| Pimientos dulces            | Resistencia al virus de mosaico del pepino | Genes de capa proteica viral | | Pequeñas cantidades producidas en China |
| Jitomates                   | Supresión de la enzima poligalacuronasa (PG), retarda ablandamiento de la fruta después de la cosecha mientras que al mismo tiempo retiene tanto el color natural y el sabor de la fruta.                                                                               | Gen antisentido se agrega, del gen responsable de la producción de la producción de la enzima PG                                             | Se sacó del mercado por fallar comercialmente.                                                      | Pequeñas cantidades producidas en China |

### Desarrollo
El número de aprobaciones por parte del Departamento de Agricultura para hacer pruebas de campo creció de 4 en 1985 a 1,194 en 2002, un promedio de 800 por año desde entonces. El número de sitios de lanzamiento y el número de construcción génica (maneras en que el gen de interés es empaquetado junto con otros elementos) ha incrementado rápidamente desde el 2005. Los nuevos productos con propiedades agronómicas (como resistencia a las sequías) crecieron de 1.043 en 2005 a 5.190 en 2013. Para septiembre de 2013, alrededor de 7.800 nuevos lanzamientos habían sido aprobados para maíz, más de 2.200 para granos de soja, más de 1.100 para algodón, y alrededor de 900 para papas. Los lanzamientos que fueron aprobados para tolerancia a los herbicidas (6,772 lanzamientos), resistencia a insectos (4.809), calidad del producto como sabor o nutrición (4.896), propiedades agronómicas como resistencia a sequías (5.190), y resistencia a virus y hongos (2.616). Las instituciones con mayor número de autorizaciones de lanzamientos de campo incluye a Monsanto con 6.782, Pioneer/DuPont con 1.405, Syngenta con 565, y el Servicio de Investigación Agrícola del Departamento de Agricultura de Estados Unidos con 370. Para septiembre de 2013 el Departamento de Agricultura había recibido propuestas para liberar arroz, chayote, ciruela, tabaco, lino y achicoria genéticamente modificados.

## Prácticas agrícolas

### Resistencia

#### Resistencia Bt
La exposición continua a una toxina crea presión evolutiva para pestes resistentes a esa toxina. La dependencia excesiva del glifosato y la reducción de la diversidad de manejo de hierbas permitieron que se esparciera la resistencia al glifosato en 14 especies/biotipos de hierba en Estados Unidos.
Un método para reducir la resistencia es la creación de refugios para permitir al organismo no resistente sobrevivir y mantener una población susceptible.
Para reducir la resistencia a las cosechas Bt, la comercialización de 1996 de algodón y maíz transgénicos se realizó con una estrategia de control para prevenir que los insectos se volvieran resistentes. Los planes de control de la resistencia a insectos eran obligatorios para las cosechas Bt. El propósito es alentar a una población grande de pestes para que cualquier gen de resistencia (recesivo) se diluyan dentro de la población. .
Con el nivel suficiente de expresión transgénica, casi todos los hertozigotos (S/s), por ejemplo., el segmento más largo de la población de la peste que carga un alelo de resistencia no sobrevivirá y morirá antes de la maduración, así previniendo la transmisión de su gen de resistencia a su progenie. Los refugios de plantas no transgénicas adyacentes a los campos de plantas transgénicas tienen más posibilidad de que individuos homozigotos resistentes (s/s) y cualquier heterozigoto que sobreviva se reproducirán con individuos susceptibles(S/S) del refugio. Como resultado, la frecuencia del gen de la resistencia permanece baja.
Otros factores pueden afectar el éxito de la estrategia de alto contenido/refugios. Por ejemplo, si la temperatura no es ideal, el estrés térmico puede reducir la producción de toxinas Bt dejando a la planta más susceptible. Más importante, la reducción de la expresión de maduración tardía ha sido probada, posiblemente resultando de la metilación del ADN del promotor.  El éxito de esta estrategia ha mantenido el valor de las cosechas Bt. Y ha dependido de factores independientes del control y la ejecución de la estrategia, incluyendo frecuencias bajas del alelo de resistencias bajas iniciales y la abundancia de plantas que no son Bt que funcionan como huéspedes fuera de los refugios.
Las compañías que producen semillas Bt están introduciendo nuevas especies con varias proteínas Bt. Monsanto hizo esto con el algodón Bt en India, donde el producto fue adoptado de manera muy rápida. Monsanto también ha, con el propósito de intentar simplificar el proceso de implementación de refugios en campos para cumplir con las políticas de Insect Resistance Management(IRM) y prevenir prácticas irresponsables de cultivo. empezado empezado a comercializar bolsas de semillas con una proporción establecida de las semillas del refugio (no transgénicas) con las semillas Bt que se venden.  Esta estrategia es probable que reduzca la posibilidad de que ocurra resistencia a Bt para el gusano de la raíz del maíz., pero puede incrementar el riesgo de resistencia para las plagas de lepidópteros del maíz.

#### Resistencia a herbicidas
Las mejores prácticas de manejo para controlar hierbas puedes ayudar a retrasar la resistencia. Estas prácticas incluyen la aplicación de varios herbicidas con diferentes modos de aplicación, rotando las cosechas, plantando semillas libres de malas hierbas, revisando los campos de manera rutinaria, limpiando el equipo para reducir la transferencia de hierbas malas de otros campos y mantener las fronteras del campo. Los organismos modificados genéticamente más plantados están diseñado para tolerar herbicidas. Para el 2006, algunas poblaciones de hierbas habían evolucionado para tolerar algunos de los mismos herbicidas. Palmer amaranth es una hierba que compite con el algodón. Una nativa del suroeste de Estados Unidos, viajó al este y fue la primera en ser descubierta resistente al glifosato en el 2006, menos de diez años de que el algodón Bt fue presentado.

### Protección de las plantas
Los agricultores normalmente usan menos insecticida cuando plantan cosechas Bt resistentes. El uso de insecticidas en cultivos de maíz se redujo de 0,21 libras por acre plantado en 1995 a 0,02 libras en el 2010. Esto es consistente con la disminución de las poblaciones de taladro de maíz europea, como un resultado directo del uso del maíz Bt y del algodón Bt. Establecer un refugio mínimo ayudó a retrasar la evolución de la resistencia a Bts. Sin embargo la resistencia parece estar desarrollándose para tener características Bt en algunas zonas.

### Labranza
Al dejar al menos 30% de los residuos de la cosecha en la superficie del suelo desde la cosecha hasta la siembra, la labranza de conservación reduce la erosión del suelo por aire y agua, aumentando la retención de agua, y reduciendo la degradación al igual que la escasez de agua y químicos. Además la labranza de conservación reduce la huella de carbón en la agricultura. Una revisión en el 2014 que abarcó 12 estados de 1996 a 2006, encontró que un incremento del 1% en la adopción de granos de soja tolerante a herbicidas condujo a un incremento de 0,21% en la labranza de conservación y un decrecimiento de 0,3% en el uso herbicidas de calidad adecuada.

## Regulación
La regulación de la ingeniería genética considera los acercamientos hechos por los gobiernos para valorar y controlar los riesgos asociados con el desarrollo y lanzamiento de cosechas modificadas genéticamentes. Existen diferencias en la regulación de cosechas Bt entre países, con algunas de las diferencias más marcadas presentes en EU y en Europa. La regulación varía en algún país dependiendo en el uso destinado de cada producto. Por ejemplo, una cosecha no destinada para comida, generalmente no es revisada por autoridades responsables de la seguridad de los alimentos.

## Producción

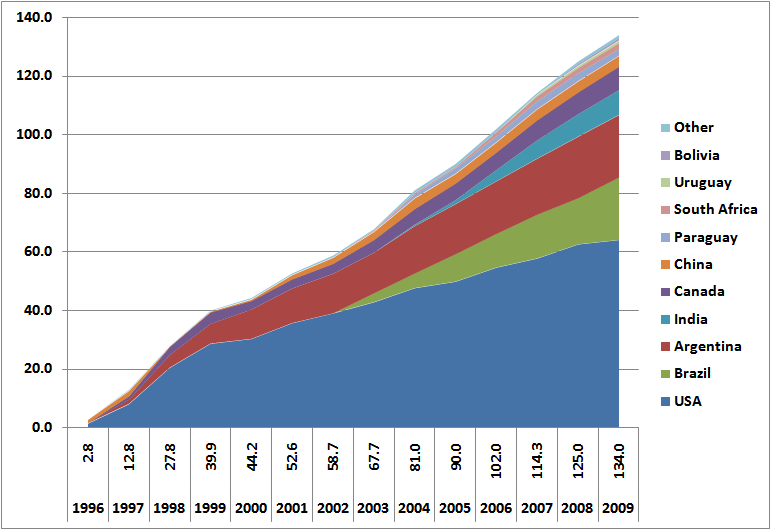
Área de tierra usada para cosechas modificadas genéticamente por país (1996–2009), en millones de hectáreas. En el 2011, la tierra usada era 160 millones de hectáreas, or 1.6 millones de kilómetros cuadrados.

En 2013, la cosechas modificadas genéticamente se plantaron en 27 países; 19 eran países en desarrollo y 8 eran países desarrollados. 2013 fue el segundo año en que países en desarrollo crecieron la mayoría del total de las cosechas (54%). 18 millones de agricultores cultivaron cosechas modificadas genéticamente; alrededor de 90% eran pequeños agricultores en países en desarrollo.
| País      | 2013– Área plantada modificada genéticamente (millones de hectáreas) | Cosechas Biotec                                                                      |
| --------- | -------------------------------------------------------------------- | ------------------------------------------------------------------------------------ |
| EUA       | 70.1                                                                 | Maíz, granos de soja, algodón, Canola, remolacha azucarera, Alfalfa, Papaya, chayote |
| Brasil    | 40.3                                                                 | Granos de soja, Maíz, Algodón                                                        |
| Argentina | 24.4                                                                 | Granos de soja, Maíz, Algodón                                                        |
| India     | 11.0                                                                 | Algodón                                                                              |
| Canadá    | 10.8                                                                 | Canola, Maíz, Granos de soja, remolacha azucarera                                    |
| Total     | 175.2                                                                | ----                                                                                 |

El Departamento de Agricultura de Estados Unidos (USDA)  reporta cada año el área total las variedades de organismos modificados genéticamente plantados en Estados Unidos.  Según el Servicio Nacional de Estadística Agrícola, los estados publicados en estas tablas representan del 81 al 86 por ciento de toda el área plantada con maíz, 88–90 por ciento de toda el área plantada con granos de soja y 81–93 por ciento de toda el área plantada con algodón.
Las estimaciones globales son producidos por el Servicio Internacional para la Adquisición de Aplicaciones Agro-biotecnológicas (ISAAA) y puede encontrarse en sus reportes anuales, "Estado global de las Cosechas transgénicas comercializadas".
Los agricultores han aceptado a gran escala la tecnología de modificaciones genéticas (ver figura). Entre 1996 y el 2013, la superficie total del área de tierra cultivada con cosechas modificadas genéticamente incrementó por un factor de 100, de 17,000 acres a 1,750,000 km² (432 millones de acres). 10% de la tierra arable fue plantada con cosechas modificadas genéticamente en el 2010. Para el 2011, 11 cosechas transgénicas diferentes fueron crecidas comercialmente en 395 millones de acres (160 millones de hectáreas) en 29 países como EU, Brasil, Argentina, India, Canadá, Paraguay, Paquistán, Sudáfrica, Uruguay, Bolivia, Australia, Filipinas, Myanmar, Burkina Faso, México y España. Una de las razones clave para la adopción a gran escala es el beneficio económico que esta tecnología ofrece a los agricultores. Por ejemplo, el sistema para plantas semillas resistentes al glifosato y después la aplicación de glifosato una vez que las plantas han crecido les proporciona a los agricultores la oportunidad con aumentar su porcentaje de producción de una porción específica de tierra, ya que esto les permitía crecer varias filas más juntas. Sin esto, los agricultores tendrías que plantas las filas lo suficientemente alejadas para controlar el crecimiento de hierbas con labranza mecánica.  Del mismo modo, usar semillas Bt, significa que los agricultores no tendrían que comprar insecticidas e invertir ese tiempo, combustible y equipo en su aplicación. Sin embargo, algunos críticos han argumentado si los porcentajes son mayores y si el uso de químicos en realidad es menor con cosechas modificadas genéticamente. 
En EE. UU., para el 2014, el 94% del área plantada de granos de soja, 96% del algodón y 93% del maíz eran variedades modificadas genéticamente. Los granos de soja modificados genéticamente llevan únicamente características de tolerancia a herbicidas, pero el maíz y el algodón llevan características tanto de tolerancia a herbicidas como protección contra insectos (la última una proteína Bt).  Estas constituyen características que buscan beneficiar financieramente a los productores, pero pueden tener beneficios indirectos al medio ambiente y a los consumidores en cuanto al costo. La Grocery Manufacturers of America estimó en el 2003 que el 70–75% de toda la comida procesada en EU contenía un ingrediente modificado genéticamente.
Europa crece relativamente pocas cosechas diseñadas genéticamente con excepción de España, donde una quinta parte del maíz es diseñada genéticamente, y cantidades menores en otros 5 países. La Unión Europea tenía una prohibición 'de facto' en la aprobación de nuevas cosechas modificadas genéticamente de 1999 hasta el 2004. Las cosechas modificadas genéticamente ahora son reguladas por la Unión Europea. En el 2015, las cosechas diseñadas genéticamente se prohíben en 38 países a nivel mundial, 19 de ellos en Europa. Los países en desarrollo crecieron 54 por ciento de las cosechas diseñadas genéticamente en el 2013.
En años recientes las cosechas modificadas genéticamente se expandieron rápidamente en países en vías de desarrollo. En el 2013, aproximadamente 18 millones de agricultores crecieron 54% de las cosechas Bt a nivel mundial. El aumento más grande del 2013 fue en Brasil (403,000 km² contra 368,000 km² en 2012). El algodón GM comenzó creciendo en India en el 2002, alcanzando 110,000 km² en 2013.

## Controversia
Los alimentos modificados genéticamente son controvertidos y es tema de protestas, vandalismo, legislación y acción jurídica y disputas científicas. Las controversias involucran a los consumidores, compañías biotecnológicas, reguladores gubernamentales, organizaciones no gubernamentales y científicos. Las áreas clave son si los alimentos modificados genéticamente deberían marcarse, el papel de los reguladores gubernamentales, el efecto de las cosechas modificadas genéticamente en la salud y en el medio ambiente, los efectos del uso de pesticidas y la resistencia, el impacto en los agricultores y su rol de alimentar al mundo y producción de energía
Existe una aprobación general por la comunidad científica con respecto a que la comida que se venda proveniente de cosechas modificadas genéticamente no presenta riesgos mayores la salud humana que los que presentan los alimentos convencionales. No se han reportado casos de enfermedad en la población humana como efecto de los alimentos modificados genéticamente. Aunque se requiere etiquetar los organismos modificados genéticamente en muchos países, la Food and Drug Administration  de Estados Unidos no requiere etiquetar, ni reconoce una distinción entre los alimentos modificados genéticamente aprobados y los alimentos no modificados.
Grupos de defensa como Center for Food Safety, Union of Concerned Scientists, Greenpeace y el World Wildlife Fund  argumentan que los riesgos relacionados con alimentos modificados genéticamente no han sido examinados y controlados adecuadamente, que los organismos modificados genéticamente no son probados lo suficientes y deberían ser etiquetados y las autoridades reguladoras y los cuerpos científicos están muy atados a la industria. Algunos estudios argumentan que las cosechas modificadas genéticamente puedes provocar daño;  un estudio en el 2016 que volvió a analizar la información de seis estudios encontró que sus metodologías estadísticas tenían errores y no demostraban el daño, y dijeron que las conclusiones respecto a la seguridad de las cosechas de organismos modificados genéticamente deben proceder de "la totalidad de las pruebas... en lugar de pruebas inverosímil de los estudios individuales.".
Un mayor uso de semillas mejoradas y fertilizantes inorgánicos, y una mayor mecanización, podrían impulsar la productividad agrícola en algunos países de ingresos bajos o medios-bajos. Sin embargo, todavía no existe un consenso con respecto a si el subsidio de estos insumos constituye una forma efectiva de estimular su uso. Por ello, se ha planteado examinar la evidencia acerca de los impactos de los subsidios a los insumos, en factores como la productividad agrícola, los ingresos y el bienestar de los beneficiarios, el bienestar de los consumidores y el crecimiento económico.
Una revisión sistemática de 31 estudios, la mayoría concernientes al África subsahariana, encontró que los subsidios a fertilizantes y semillas están asociados con un mayor uso de estos insumos, mayor producción agrícola y mayores ingresos en los hogares agrícolas. Asimismo, los modelos usados muestran efectos positivos para los consumidores y un crecimiento económico más amplio. Sin embargo, hay evidencia de que estos esquemas de subsidios son propensos a la ineficiencia y la corrupción. Por último, la base de evidencia es pequeña, por lo que es necesario realizar más investigaciones y en países fuera del África subsahariana para que estos resultados tengan más validez.